# Shelby Series 1
Shelby Series 1 fue un convertible de alto rendimiento diseñado por Carroll Shelby y producido por Shelby American.
Funcionaba con el motor Oldsmobile 4.0 L L47 Aurora V8 DOHC. Tiene 320 hp (324 PS) a 6500 rpm, 290 lb⋅ft (390 N⋅m) a 5000 rpm y generará 0-60 mph (0–96 km / h) en 4.4 segundos y registra 12.8 segundos en el trimestre milla a 112 mph (180 km / h). La velocidad máxima es de 170 mph (273.5 km / h) (15 mph (24 km / h) más rápido que el 427 Shelby Cobra). El auto de 1998 pesaba 1.202 kg (2.650 lb).
El Series 1 es el único automóvil diseñado y desarrollado por Carroll Shelby a partir de una hoja de papel limpia, y construido desde cero. Todos los demás Shelby son modelos rediseñados producidos por otros fabricantes y modificados por Shelby.
Antes de la producción del Series 1, se incurrió en costos significativos en las pruebas y certificaciones requeridas para cumplir con los Estándares Federales de Seguridad de Vehículos Motorizados (Federal Motor Vehicle Safety Standards) de 1999. Una vez completado, un total de 249 Series 1 de producción fueron construidos por Shelby American, Inc., todos como modelos de 1999.
Durante la producción, Venture Corporation compró Shelby American, Inc. La compra incluyó el modelo Serie 1, pero no los derechos para producir "Continuation Series" Shelby Cobras. En 2004, después de una quiebra posterior de Venture Corporation (no relacionada con la adquisición de Shelby American), la nueva compañía de Carroll Shelby,  Shelby Automobiles, Inc. Archivado el 27 de abril de 2015 en Wayback Machine., compró los activos de Series 1 por centavos por dólar. En la compra de activos se incluyeron suficientes componentes para producir varios Series 1 más completos.
Debido a que el certificado de los Estándares Federales de Seguridad para Vehículos Motorizados de 1999 había expirado, y el costo de volver a certificar el automóvil era prohibitivo, todos los Series 1 producidos después de esa fecha se completaron como "automóviles componentes" y se entregaron sin motor ni transmisión. Los modelos de "auto componente" construidos en 2005 se identifican con un número de identificación del vehículo de siete dígitos (VIN) y se designaron con un número de serie de la serie CSX5000. Los 249 originales eran automóviles de producción con un VIN de diecisiete dígitos.
Muchos de los componentes interiores provienen de General Motors, como un sistema de sonido premium Monsoon, un reproductor de casete A/M-F/M y una radio de reproductor de CD de Buick, un grupo de instrumentos y controles de clima de Pontiac, y algunas otras partes.
Después de la quiebra de Venture Corporation, los nuevos inversores se acercaron a Carroll Shelby con planes de construir un Series II (también conocida como "Series 2"). El diseño era muy parecido al de la Series I, pero con paragolpes rediseñados, conjuntos de faros, tren motriz mejorado, más potencia y otros refinamientos. Se construyeron tres prototipos de Series II para su presentación en el Concorso Italiano 2006 en Monterey, CA. Se introdujeron a un precio de $225,000 para los modelos de producción. Los pedidos con depósitos se realizaron para una producción limitada. Todos menos algunos espacios de producción se agotaron en un tiempo relativamente corto.
Desafortunadamente, después de que se completaron los prototipos y antes de que comenzara la producción, las normas de seguridad y emisiones del DOT de EE. UU. más restrictivas se convirtieron en ley, lo que aumentó el costo de la homologación del Series II mucho más de lo que se había previsto originalmente. Con los cambios significativos y las pruebas adicionales requeridas para cumplir con los nuevos estándares, el proyecto se quedó sin dinero y se suspendió. Se invirtieron más de $5,000,000 en el proyecto de Series 2, pero solo se construyeron los tres prototipos de Series II.

## Especificaciones técnicas

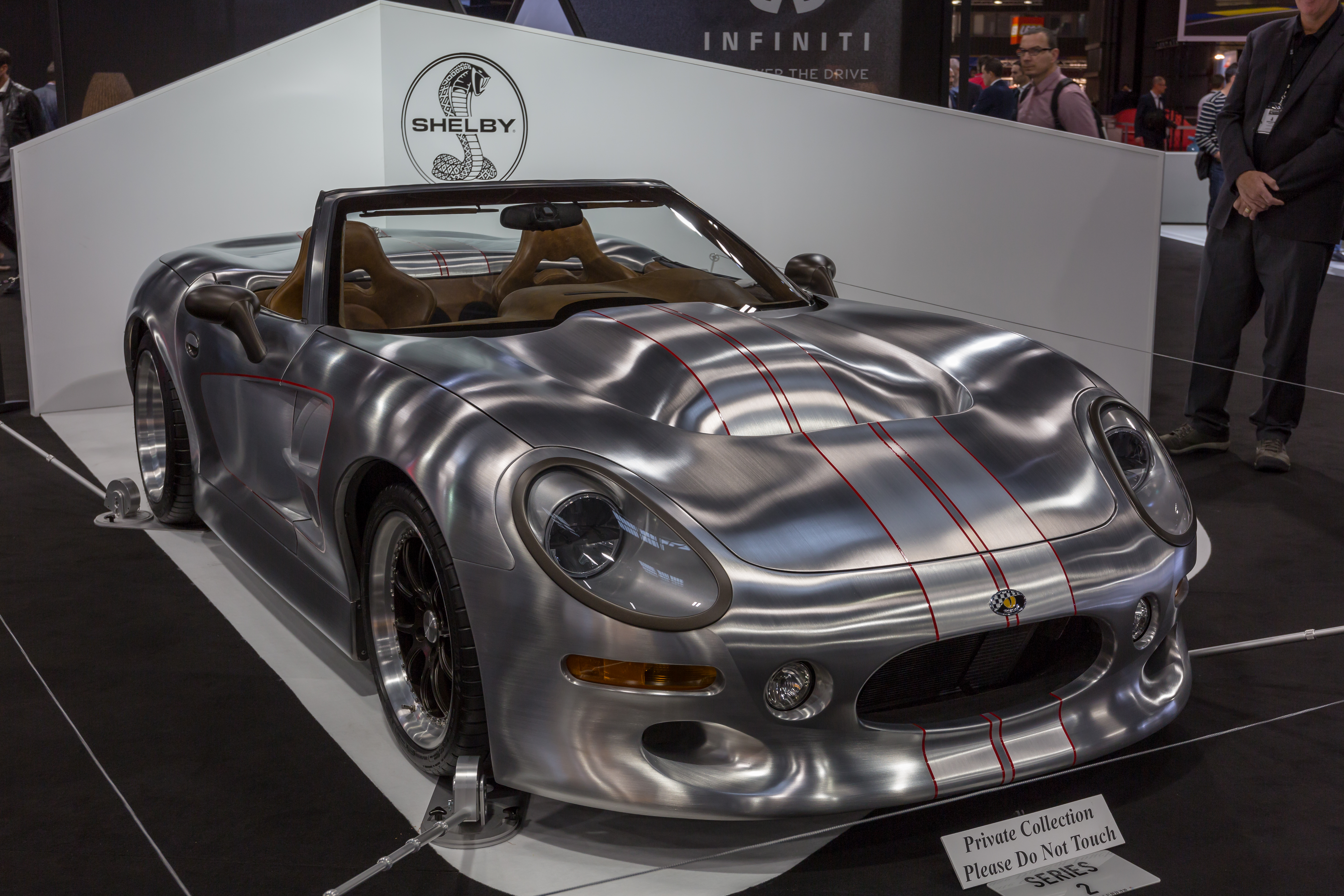
Series 2 con cuerpo de aluminio cepillado.

La Series 1 se produjo en versiones sobrealimentadas y de aspiración natural (pero el sobrealimentador era opcional). Los autos sobrealimentados también fueron equipados por la fábrica con frenos más grandes y un embrague resistente. El rendimiento está en la categoría de "superdeportivo" con un tiempo de 0-60 a 3.2 segundos. Muy bien opcional, la Serie 1 tenía dirección asistida, frenos de disco eléctricos, aire acondicionado de fábrica, ventanas eléctricas y un sistema de audio AM / FM / CD. La capota convertible se plegó fuera de la vista en un compartimento ubicado detrás de la cabina. Algunos autos componentes se vendieron como un roadster sin capota convertible.
El Series 1 tenía doble suspensión de espoleta con amortiguadores de depósito remotos enrollados montados en el interior y accionados por "balancines". El motor se montó completamente detrás del eje delantero y condujo un eje de transmisión apoyado en un "tubo de torsión" que hizo girar un eje trans ZF de 6 velocidades especialmente modificado para el Series 1. El chasis estaba hecho de aluminio 6061 extruido y formado. Se soldaron juntos y luego se sometieron a un tratamiento térmico posterior para obtener la máxima resistencia. Luego, los paneles de aluminio en forma de panal especialmente diseñados se unieron a las tablas del piso y los paneles de balancín para mayor estructura y rigidez. Los paneles del cuerpo eran de fibra de carbono y laminado de fibra de vidrio. Los soportes del motor, el tubo de torsión, el eje trans y el amortiguador estaban aislados de goma del bastidor. Los prototipos sobrealimentados produjeron cerca de 600 CV y 530 lb⋅ft (720 N⋅m) de torque. Los neumáticos Goodyear Eagle F1 se basaron en un "neumático para lluvia" de carreras IMSA que se había utilizado para el modelo "show car". Goodyear construyó llantas personalizadas para el automóvil.

## Otras características
- Ruedas delanteras: 18 "x10"
- Ruedas traseras: 18 "x12"
- Neumáticos delanteros: 265/40 ZR-18
- Neumáticos traseros: 315/40 ZR-18